# Tiffin (Ohio)
Pour les articles homonymes, voir Tiffin.
Tiffin est une ville de l'État de l'Ohio, aux États-Unis.
Elle est le siège du comté de Seneca.

## Géographie
Selon les données du Bureau du recensement des États-Unis, Tiffin a une superficie de 17,2 km2 (soit 6,6 mi2) dont 16,8 km2 (soit 6,5 mi2) en surfaces terrestres et 0,4 km2 (soit 0,1 mi2) en surfaces aquatiques.

## Jumelage
- Bursa (Turquie) depuis 1983